# Omstellen
Omstellen is het geheel aan activiteiten nodig om een productieproces om te schakelen van de ene productie naar de andere. De tijd nodig voor een omstelling te doen wordt gezien als verspilling. Er zijn dan ook methodes ontwikkeld om deze tijd te reduceren. De bekendste methode hiervan is Single Minute Exchange of Die (SMED).